# Друга инаугурација председника Линдона Џонсона
Друга инаугурација Линдона Б. Џонсона за председника Сједињених Држава одржана је у среду, 20. јануара 1965. године, у Источном портику Капитола Сједињених Држава у Вашингтону. Ово је била 45. инаугурација и обележила је почетак друге и једини пуни мандат Линдона Б. Џонсона као председника и једини мандат Хуберта Хамфрија као потпредседника. Главни судија Ерл Ворен положио је заклетву. Лади Бирд Јохнсон основала је традицију доласка Првих дама које су учествовале у церемонији држањем Библије заклетве председника. Потпредседника Хамфрија положио је Џон В. МкКромак, председник Представничког дома. Ово је била прва инаугурација када се председник возио у непробојној лимузини.
Процењује се да је инаугурацији присуствовало 1,2 милиона, што је трећа највећа гомила било ког догађаја који је икада одржан у Нећнл Мелу, иза инаугурација Трумана 1949. и Обаме 2009. Ово је последњи пут да је инаугурација била покривена новинским вестима.

## Спољашне везе
| Претходна: 1963. | Инаугурација председника Сједињених Америчких Држава | Наследна: 1969. |